# Dalmatolacerta oxycephala
Dalmatolacerta oxycephala (гостроморда скельна ящірка) — вид ящірок родини ящіркових (Lacertidae). Мешкає на північному заході Балкан. Це єдиний представник монотипового роду Dalmatolacerta.

## Опис

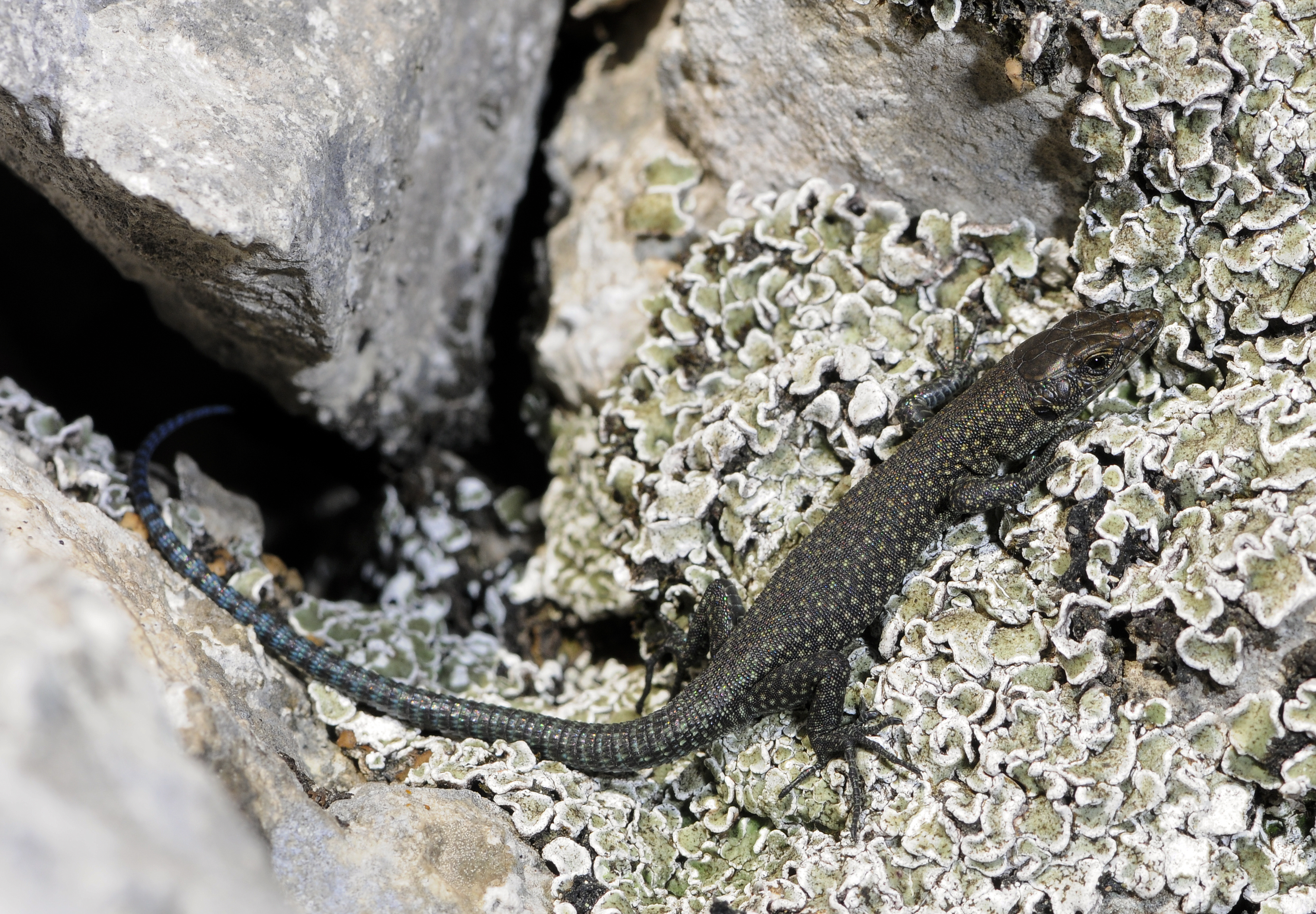
Гостроморда скельна ящірка

Гостроморда скельна ящірка — це струнка ящірка зі сплющеним тілом, загостреною мордою і дещо опуклими очима. Її довжина (без врахування хвоста) становить 6,5 см, а довжина хвоста є у 1,5-2 рази довшою за довжину решти тіла. Пальці на задніх лапах вигнуті і короткі, під хвостом є дві широкі центральні луски. Забарвлення існує у двох морфах. Ящірки, що мешкають в рівнинних районах мають сірувато-охристе тіло, поцятковане коричневим сітчастим візерунком, хвіст у них поцяткований яскравими поперечними чорними і бірюзово-зеленими смугами. Ящірки, що мешкають в гірських районах та на деяких прибережних островах, мають більш темне, іноді повністю чорне забарвлення. Ящірки, що мешкають на середніх висотах, мають мінливе забарвлення. Нижня частина тіла у всіх морф синя, у самців забарвлення нижньої частини тіла більш яскраве. Деякі особини змінюють забарвлення протягом року, в холодну пору року воно стає у них більш темним. Забарвлення молодих ящірок є подібним до забарвлення дорослих ящірок, що мешкають на рівнинах, однак смуги на хвості у них більш яскраві.

## Поширення і екологія
Гостроморді скельні ящірки мешкають в регіоні Далмація на півдні Хорватії, зокрема на деяких прибережних островах, на заході і півдні Боснії і Герцеговини, зокрема в долині Неретви, на відстані 80 км від узбережжя, та в Чорногорії, можливо, також на півночі Албанії. Вони живуть серед скель і валунів, а також на будівлях в людських поселеннях. Зустрічаються на висоті до 1500 м над рівнем моря. Добре лазять по скелям, стінам і деревам, зустрічаються на висоті до 20-30 м над землею. Представники світлої морфи маскуються серед ванякових скель, а представники темної морфи - серед темного моху, що росте в тріщинах серед скель.
Гостроморді скельні ящірки є витривалим і холодостійким видом, їх можна побачити навіть коли на землю випав сніг. Влітку вони гріються на сонці. Живляться дрібними безхребетними, зокрема літаючими комахами, яких ящірки ловлять, коли вони сідають на скелю. Самиці відкладають яйця, в кладці 2-4 яйця видовженої форми. Інкубаційний період триває 6-7 тижнів, при народженні довжина ящірок становить 2 см.

## Збереження
МСОП класифікує цей вид як такий, що не потребує особливих заходів зі збереження. Гостроморді скельні ящірки є досить поширеним видом в межах свого ареалу. Ящірка охороняється в Європі і занесена до Додатку ІІІ Бернської конвенції (охоронна категорія: вид підлягає охороні).